# Joan Cañellas

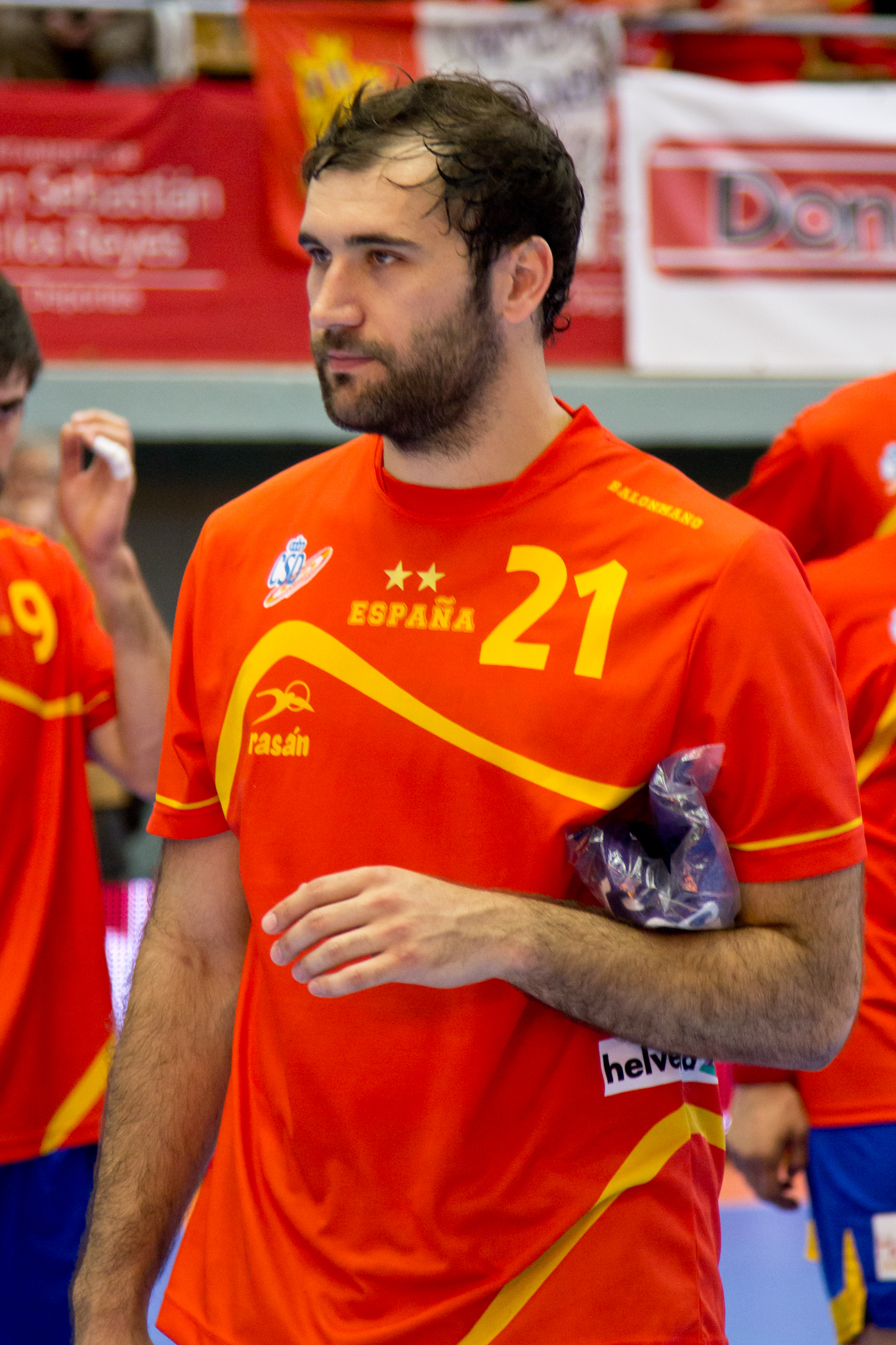
Joan Cañellas, 2013.

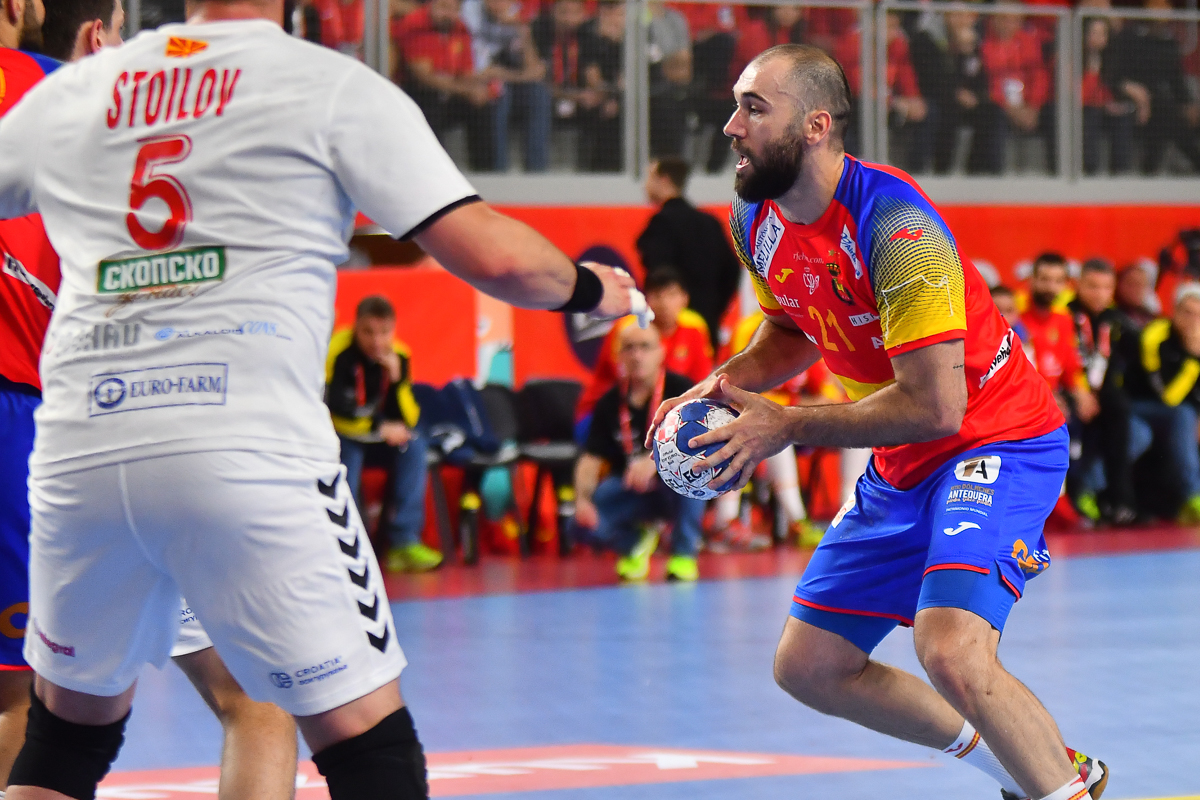
Joan Cañellas vid EM 2018.

Joan Cañellas Reixach, född 30 september 1986 i Santa Maria de Palautordera i provinsen Barcelona, är en spansk tidigare handbollsspelare (mittnia). Han spelade 237 landskamper och gjorde 570 mål för Spaniens landslag från 2008 till 2024.

## Klubbar
- BM Granollers (2004–2005)
- FC Barcelona (2005–2008)
- BM Granollers (2008–2009)
- BM Ciudad Real (2009–2011)
- BM Atlético de Madrid (2011–2013)
- HSV Hamburg (2013–2014)
- THW Kiel (2014–2016)
- RK Vardar (2016–2018)
- SC Pick Szeged (2018–2021)
- Kadetten Schaffhausen (2021–2024)

## Meriter i urval

### Klubblagsmeriter
- Champions League-mästare 2017 med RK Vardar
- Spansk mästare två gånger: 2006 (med FC Barcelona) och 2010 (med BM Ciudad Real)
- Tysk mästare 2015 med THW Kiel
- Nordmakedonsk mästare 2017 med RK Vardar
- Ungersk mästare 2021 med SC Pick Szeged
- Schweizisk mästare tre gånger (2022, 2023, 2024) med Kadetten Schaffhausen

### Landslagsmeriter
- VM-guld 2013
- Två EM-guld: 2018 och 2020
- Två EM-silver: 2016 och 2022
- Tre VM-brons: 2011, 2021 och 2023
- EM-brons 2014
  - Turneringens skyttekung vid EM 2014